# 古今亭志ん生 (2代目)
二代目 古今亭 志ん生（ここんてい しんしょう、天保3年（1832年9月） - 明治22年（1889年）11月24日）は、幕末・明治期に活躍した東京の落語家。本名∶福原 常蔵。
三代目五明楼玉輔の叔父にあたり、志ん生の姉の夫が三代目金原亭馬生の門弟の初代金原亭馬きん。通称「お相撲」、「トバシヤ」（※巨漢だったことからお相撲といわれた、トバシヤに関してはヨタをとばしたということから）
『講談落語今昔譚』には相生町の餅菓子屋の職人で力士を志し、姉を頼って江戸に来た。近所に初代古今亭志ん生が住んでいたのが縁で門下になり寿六（壽六）と名乗った。
初代志ん生死去に伴い初代五明楼玉輔の門に移り初代五明楼今輔、その後慶応2年頃、二代目志ん生となった。
1880年には初代談洲楼燕枝、初代三遊亭圓馬と共に「落語睦連」の社長に就任している。
1873年の落語番付に「盲ヘビ」と書かれたことに怒り版元に抗議したり1878年の寄席取締規則が発足された際的外れな批判をし拘束されたりと向こうみずなところもあった。
墓所は墨田区本久寺。

## 得意ネタ
- 「人情噺ねずみ小僧」
- 「桜田事件」
- 「相撲伝」
- 「桂川の仇討」

## 弟子
- 三代目古今亭今輔
- 三代目五明楼玉輔
- 四代目五明楼玉輔
- 横目家助平